# Isohypsibius vietnamensis
Isohypsibius vietnamensis är en djurart som tillhör fylumet trögkrypare, och som först beskrevs av Iharos 1969.  Isohypsibius vietnamensis ingår i släktet Isohypsibius och familjen Hypsibiidae. Inga underarter finns listade i Catalogue of Life.